# Rōgo ni Sonaete Isekai de 8-Man-Mai no Kinka o Tamemasu
Rōgo ni Sonaete Isekai de 8-Man-Mai no Kinka o Tamemasu (老後に備えて異世界で８万枚の金貨を貯めます lit. Ahorré 80 000 monedas de oro en otro mundo en preparación para mi jubilación?), también conocida como Saving 80,000 Gold in Another World for My Retirement en inglés, es una serie de novelas ligeras japonesas escritas por FUNA. La serie comenzó a publicarse en el sitio web de publicación de novelas escritas por usuarios Shōsetsuka ni Narō el 2 de noviembre de 2015, antes de publicarse impresa con ilustraciones de Tōzai en Kōdansha bajo su sello Kodansha Ranobe Books a partir del 29 de junio de 2017, y hasta el momento se han lanzado díez volúmenes.
Una adaptación a manga con arte de Keisuke Motoe, comenzó a serializarse en la plataforma Suiyōbi no Sirius basada en Niconico de Kōdansha el 1 de diciembre de 2017. Hasta el momento los capítulos individuales del manga se han recopilado en trece volúmenes tankōbon. Una adaptación de la serie a anime producido por el estudio Felix Film se estrenó e 8 de enero de 2023 en el bloque de programación ANiMAZiNG!!! de TV Asahi.

## Argumento
Tras perder a su familia en un accidente, Mitsuha Yamano, de dieciocho años, se vio obligada a enfrentarse al duro mundo por sí sola. Hasta que un día cae de un acantilado y es trasladada a un mundo diferente con un nivel de civilización de la Europa medieval. Mitsuha, quien descubrió que era posible ir y regresar a la Tierra después de una lucha mortal con lobos decidió vivir en ambos mundos.

## Personajes

### Principales
Mitsuha Yamano (山野ミツハ Yamano Mitsuha?)
 Seiyū: Rika Nagae, Yetzary Olcort (español latino)
La protagonista principal. A pesar de tener 18 años, luce como una niña pequeña. Ella perdió a su familia en un accidente de tránsito, por lo que familiares suyos intentaron acoger a Mitsuha para obtener la herencia sustancialmente grande de sus padres. Sin embargo, los rechazó, así como a otros que intentaron usarla para extorsionarla. Un día, preocupada por cómo lograr sobrevivir a todo esto, ella cae de un acantilado y es enviada a otro mundo, donde un misterioso ser le otorga la habilidad “Saltar entre mundos”, lo cual le permite viajar libremente entre “nuestro mundo” y “otro mundo”.
Takeshi Yamano (⼭野 剛史 Yamano Takeshi?)
 Seiyū: Jun Fukuyama, Eduardo Martínez (español latino)
El hermano mayor de Mitusha que murió en un accidente automovilístico junto con sus padres. Suele comunicarse con ella telepáticamente para que pueda hablar con ella sobre las situaciones que su hermana hace.
Colette (コレット Koretto?)
 Seiyū: Rika Tachibana, Casandra Acevedo (español latino)
Una niña que vive en una aldea en el otro mundo. Vive con sus padres y descubrió a Mitsuha cuando llegó a su mundo y la ayudó. Tiene un comportamiento inocente y vivaz, junto con una gran fuerza de acuerdo a su tamaño.
Sabine (サビーネ Sabīne?)
 Seiyū: Kaori Maeda, Lili Vela (español latino)
La tercera princesa del Imperio que vive en el otro mundo. Tiene un comportamiento travieso cuando se aleja de los guardias y de sus padres, el rey y la reina del Imperio. Ella se interesa en Mitusha después de conocer la existencia de su tienda y la venta de sus artículos, en especial, la tecnología de Japón.

### Hogar de los Bozes
Klaus von Bozes
 Seiyū: Tomokazu Sugita, Octavio Rojas (español latino)
El conde que gobierna la tierra alrededor del pueblo de Colette. Es considerado una buena persona por la gente del pueblo del que es responsable. La primera vez que se encuentra con Mitsuha, la trata de manera cordial. Además, después de enterarse de su "historia de fondo", él hace todo lo que está a su alcance para ayudarla a fin de devolverle la amabilidad que hizo por la aldea de la que es responsable. También forma un vínculo paternal con Mitsuha, ya que ella le recuerda a su padre fallecido.
Iris von Bozes
 Seiyū: Satomi Akesaka, Valca Ponzanelli (español latino)
La condesa y esposa de Klaus. Aunque inicialmente se presentó de una manera plácida, mostró un lado irascible asombroso cuando se entera de que Mitsuha planeaba vender su collar de perlas. También tiene un amplio conocimiento sobre la joyería y los lugares existenciales donde podría venderse y el resultado de las ventas.
Alexis von Bozes
 Seiyū: Kentarō Kumagai, Alex Villamar (español latino)
El hijo mayor y primogénito de los Bozes. Siente una atracción amorosa hacia Mitsuha, lo que tiende a hacerlo actuar de manera innoble.
Theodore von Bozes
 Seiyū: Takuma Nagatsuka, Sebastián Albavera (español latino)
El segundo hijo menor de los Bozes. A diferencia de su hermano mayor, sus intereses se encuentran más en los artículos de "otro país" de Mitsuha.
Beatrice von Bozes
 Seiyū: Miharu Hanai, Nycolle González (español latino)
La tercera y única hija de los Bozes. Tiene el pelo largo y de color claro y viste un vestido ajustado de color claro. Sin su conocimiento que Beatrice tiene, Mitsuha es mayor que ella, por lo que la trata como si fuera su hermana mayor.

### Hogar de los Reiner
Matheus von Reiner
 Seiyū: Yōji Ueda, Ricardo Rocha (español latino)
Un vizconde de la mansión Reiner que inicialmente consideró que Mitsuha es una bruja (por rumores de sus sirvientas Anke, Britta y Carla), pero termina cambiando de parecer después de que ella ayuda a su hija con su debut en la alta sociedad y actúa con amabilidad hacia ella.
Amalia von Reiner
 Seiyū: Kotono Mitsuishi, Pilar Soto (español latino)
La esposa de Matheus. A pesar de que puede considerarse un poco hipócrita llamando bruja a Mitsuha, sigue mostrando interés y complaciendo su producto del shampoo. Ella como su esposa, es más amable con Mitsuha y aunque ahora actúa con más amabilidad hacia Mitsuha, sin embargo, todavía actúa de manera egoísta por su shampoo.
Adelaide von Reiner
 Seiyū: Kaori Ishihara, Melissa Hernández (español latino)
La única hija de los Reiner y al igual que su madre, tiene un vestido parecido a lo que Amalia llevaba puesto, ya que se había dicho que su apariencia es como la de una hada. Tiene una personalidad taciturna, aunque cuando habla, lo hace de manera elocuente y serena. Al cumplir ya su madurez, tuvo su propio debut en la alta sociedad.

### Otros personajes
Irene (エリーヌ Erīnu?)
 Seiyū: Ruriko Aoki
La madre de Colette que vive en una aldea del otro mundo.
Tobias (トビアス Tobiasu?)
 Seiyū: Yūji Kameyama
El padre de Colette que vive en una aldea del otro mundo.
"Sore" ("Thing") ("それ"?)
 Seiyū: Kenyu Horiuchi
Un ser que adopta la apariencia de un maneki-neko por el que Mitsuha se cayó mientras caía por un acantilado. Él se había dado cuenta de que faltaba una parte de sí misma y se había fusionado con Mitsuha, otorgándole no solo la habilidad de viajar a ambos mundos, sino también el poder de entender el lenguaje del otro mundo. Se cree que es una criatura alienígena que evolucionó más allá de la forma física y se convirtió en seres hechos de energía pura o pensamientos, o algo de esa naturaleza. No tenía cuerpo, no conocía la muerte y no tenía deseos ni metas.

## Contenido de la obra

### Novela ligera
Rōgo ni Sonaete Isekai de 8-Man-Mai no Kinka o Tamemasu es escrita por FUNA, quien comenzó a publicarla en el sitio web de publicación de novelas generadas por usuarios Shōsetsuka ni Narō el 2 de noviembre de 2015. La serie fue adquirida más tarde por Kōdansha, quien publicó la serie con ilustraciones de Tōzai bajo su sello Kodansha Ranobe Books a partir del 29 de junio de 2017, y hasta el momento se han lanzado siete volúmenes.
En noviembre de 2018, Sol Press anunció que obtuvo la licencia de la novela ligera para su publicación en inglés. Después de que Sol Press perdiera los derechos, Kodansha USA anunció en Anime Expo 2022 que obtuvieron la licencia de la serie para su publicación en inglés.
| Volúmenes de novelas ligeras publicadas | Volúmenes de novelas ligeras publicadas | Volúmenes de novelas ligeras publicadas |
| Número                                  | Fecha de lanzamiento                    | ISBN                                    |
| --------------------------------------- | --------------------------------------- | --------------------------------------- |
| 1                                       | 29 de junio de 2017                     | ISBN 978-4-06-365027-3                  |
| 2                                       | 1 de diciembre de 2017                  | ISBN 978-4-06-365045-7                  |
| 3                                       | 2 de mayo de 2018                       | ISBN 978-4-06-511899-3                  |
| 4                                       | 9 de enero de 2019                      | ISBN 978-4-06-514550-0                  |
| 5                                       | 30 de agosto de 2019                    | ISBN 978-4-06-517347-3                  |
| 6                                       | 2 de febrero de 2021                    | ISBN 978-4-06-519781-3                  |
| 7                                       | 2 de agosto de 2022                     | ISBN 978-4-06-528788-0                  |

### Manga
Una adaptación a manga, ilustrada por Keisuke Motoe, comenzó su serialización en el servicio de manga Suiyōbi no Sirius basada en Niconico de Kōdansha el 14 de junio de 2017. Kōdansha recopila sus capítulos individuales en volúmenes tankōbon. El primer volumen se publicó el 1 de diciembre de 2017, y hasta el momento se han lanzado diez volúmenes.
En noviembre de 2018, Sol Press anunció que también obtuvo la licencia de la adaptación del manga para su publicación en inglés. Después de que Sol Press perdiera los derechos, Kodansha USA anunció en San Diego Comic-Con 2022 que también obtuvieron la licencia de la adaptación de manga para su publicación en inglés.
| Volúmenes de manga publicados | Volúmenes de manga publicados | Volúmenes de manga publicados |
| Número                        | Fecha de lanzamiento          | ISBN                          |
| ----------------------------- | ----------------------------- | ----------------------------- |
| 1                             | 1 de diciembre de 2017        | ISBN 978-4-06-510503-0        |
| 2                             | 9 de mayo de 2018             | ISBN 978-4-06-511383-7        |
| 3                             | 9 de enero de 2019            | ISBN 978-4-06-514100-7        |
| 4                             | 9 de mayo de 2019             | ISBN 978-4-06-515415-1        |
| 5                             | 4 de diciembre de 2019        | ISBN 978-4-06-517801-0        |
| 6                             | 9 de junio de 2020            | ISBN 978-4-06-519726-4        |
| 7                             | 9 de diciembre de 2020        | ISBN 978-4-06-521588-3        |
| 8                             | 9 de junio de 2021            | ISBN 978-4-06-523515-7        |
| 9                             | 9 de diciembre de 2021        | ISBN 978-4-06-526108-8        |
| 10                            | 8 de agosto de 2022           | ISBN 978-4-06-528783-5        |

### Anime
El 26 de julio de 2022 se anunció una adaptación de serie de televisión de anime. Está producida por Felix Film y dirigida por Hiroshi Tamada, con Akihiko Inari escribiendo los guiones y Yūki Fukuchi diseñando los personajes. Se estrenó el 8 de enero de 2023 en el bloque de programación ANiMAZiNG!!! de ABC y TV Asahi. El tema de apertura es "Hikatta Coin ga Shimesu Kata" de Kaori Maeda, mientras que el tema de cierre es "Yappari Economy" de YABI × YABI. Crunchyroll obtuvo la licencia fuera de Asia.
El 17 de julio de 2023, Crunchyroll anunció que la serie había recibido un doblaje en español latino, la cual se estrenó el 31 de agosto.

## Recepción
Rebecca Silverman de Anime News Network elogió las ilustraciones y la segunda mitad de la primera novela, mientras criticaba la historia de la novela por hacer lo que Silverman sintió que eran elecciones narrativas extrañas.